# Dorytomus nebulosus
Dorytomus nebulosus is een keversoort uit de familie snuitkevers (Curculionidae). Waardplanten zijn de witte abeel (Populus alba) en de zwarte populier (P. nigra). De larven ontwikkelen zich in de katjes en verpoppen in de strooisellaag.